# Tervajärvi (Junosuando socken, Norrbotten)
Tervajärvi är en sjö i Pajala kommun i Norrbotten och ingår i Torneälvens huvudavrinningsområde.